# Chile címere

Chile címere

Chile címere egy vízszintesen osztott, kék és vörös színű pajzs, közepén egy fehér, ötágú csillaggal. A pajzsot két oldalról egy andoki őz és egy kondorkeselyű tartja. Alul, fehér szalagon olvasható az ország mottója: "Por la Razon o la Fuerza" (Joggal vagy erővel).